# Плачи, вољена земљо
Плачи, вољена земљо је новела јужноафричког аутора Алана Пејтона, први пут објављена 1948. у Њујорку. Бави се потрагом велечасног Стивена Кумалоа за својим сином Авесаломом по граду Јоханезбургу.
Новела је адаптирана за истоимени филм из 1951. Филм је режирао Золтан Корда на сценарио самог Пејтона. Главне улоге су тумачили Канада Ли, Чарлс Карсон и Сидни Поатје. Још један филм, издат 1995, је режирао Дарел Род, са Џејмс Ерл Џонсом и Ричардом Харисом у главним улогама.